# Енглески рог
Енглески рог, скраћено C.i., дрвени дувачки инструмент, регистарска варијанта обое са звуком дубљим за квинту. У техничком смислу је подударан са њом и могу га свирати обоисти. По изгледу се разликује од обое не само дужином него и крушкастим проширењем цеви при крају, као и повијеном металном цевчицом на почетку, која носи двоструки језичак од трске. Звук енглеског рога је врло сродан звуку обое, само је нешто муклији и тамнији, тако да му нарочито одговарају мелодије мирнијег тока и сетног или тужног израза.
Кор англајс је инструмент за транспоновање у Ф, савршену квинту ниже од обое (Ц инструмент). То значи да је музика за англајс писана за савршену квинту више од звука инструмента. Техника прстију и свирања која се користи за англајс су у суштини исти као и код обое, а обоисти се обично удвајају на кор англајсу када је то потребно. Кор англајс обично нема најнижи Б♭ тонал који се налази на већини обоа, те се његов опсег звука протеже од Е3 (писано Б♮) испод средњег C до C6 две октаве изнад средњег C.

## Опис и тембар
Звоно у облику крушке (звано Либесфус) енглеског рога даје му прекривенији тимбар од обое, ближи по квалитету тона обои д'амур. Док је обоа сопрански инструмент породице обое, енглески рог се генерално сматра алт чланом породице, а обоа д'амур — постављена између њих у тоналитету А — као члан мецосопрана. Сматра се да англајс има блажи и тужнији тон од обое. Разлика у звуку је првенствено резултат шире трске и конусног отвора који се шире на већу удаљеност од обое; иако тамнијег тона и ниже висине од обое, њенов звук се разликује од (иако се природно стапа са) звука фагота. Његов изглед се разликује од обое по томе што је инструмент знатно дужи, трска је причвршћена за благо савијену металну цев која се зове бокал, или кука, а звоно има луковичасти облик („Liebesfuß“).
Кор англајс се обично бележи у високом кључу, савршена квинта виша од висине тона звука, а коришћено је и неколико других опција. Алт кључ написан на звучној висини повремено користе чак и каснији композитори као што је Сергеј Прокофјев. У Италији касног 18. и раног 19. века, где су инструмент често свирали фаготисти уместо обоиста, у бас кључу је био забележен октаву испод висине тона (као што се налази у Росиниовој Увертири Вилијаму Телу). Француски оперски композитори до Фроментала Халевија забележили су инструмент по тону звука у мецосопран кључу, што је омогућило свирачу да прочита део као да је у високом кључу.
Иако се инструмент обично спушта само на (писано) ниско Б♮, континентални инструменти са проширењем на ниско Б♭ (звучи Е♭) постоје од раног 19. века. Примери дела која захтевају ову белешку (иако се признаје њена изузетна природа) укључују Gurre-Lieder Арнолда Шенберга, Das Lied von der Erde Густава Малера, Chôros No. 6 Хеитор Вила-Лобоса и Zeitmaße Карлхајнца Штокхаузена. Антоњин Дворжак, у свом Scherzo capriccioso, чак пише за кор англајс до ниског А, иако се чини мало вероватним да је такво проширење икада постојало.
Трске које се користе за свирање кор англајса су сличне онима које се користе за обоу, а састоје се од комада штапа пресавијеног на два дела. Док је штап на трсци обое монтиран на малу металну цев (клапалицу) делимично прекривену плутом, не постоји таква плута на трсци кор англајс, која се уклапа директно на бокал. Део трске је шири и дужи од обое. За разлику од трске за обоу у америчком стилу, кор англајс трске обично имају мало жице у основи, отприлике 5 mm (0,20 in) од врха жице која се користи за причвршћивање штапа за спајалицу. Ова жица служи да држи две оштрице трске заједно и стабилизује тон и висину.
Вероватно најпознатији произвођачи модерног корс англајса су француске фирме Ф. Лоре, Мариго и Ригута, британска фирма Т. В. Ховарт и америчка фирма Фокс Продактс. Тражени су и инструменти мањих произвођача, као што је А. Лаубин. Инструменти се обично праве од афричког црног дрвета (познатог као гренадила), иако неки произвођачи нуде инструменте и у избору алтернативног дрвета, као што су кокоболо (Ховарт) или љубичастог дрвета (Лоре), за које се каже да мењају глас кор англајс благо, производећи мекши звук. Фокс је недавно направио неке инструменте од пластичне смоле и јавора, од којих је ово дрво које се традиционално користи за фаготе.

## Историја и етимологија
Израз cor anglais је француска реч за енглески рог, али инструмент није из Енглеске нити је повезан са разним лименим инструментима конусног отвора који се називају „рогови“, као што су рог, природни рог, пост рог или тенор рог. Инструмент је настао у Шлезији око 1720. године када је породица Вајгел из Вроцлава поставила звоно на закривљено тело типа oboe da caccia. Двокрака, отворена звона, равна тенорска обоа (обоа француске величине, „тенорска обоа”), а посебно oboe da caccia са блиставим звоном, подсећала је на рогове на којима су анђели свирали у религиозним сликама средњег века. Ово је у централној Европи на немачком говорном подручју довело до средњевисоконемачког назива engellisches Horn, што значи анђеоски рог. Пошто је engellisch такође значио енглески на народном језику тог времена, „анђеоски рог” је постао „енглески рог”. У недостатку било какве боље алтернативе, закривљена тенорска обоа је задржала назив чак и након што је oboe da caccia престала да се користи око 1760. године. Име се први пут редовно појављивало у италијанским, немачким и аустријским партитурама од 1749. године, обично у италијанском облику corno inglese.
Најранији познати оркестарски део посебно за инструмент налази се у бечкој верзији опере Ezio Николе Џомелија из 1749. године, где је добио италијански назив corno inglese. Глук и Хајдн су следили њихов пример 1750-их, а први концерти за енглески рог написани су 1770-их. Шварзенберг Винд Хармонија из 1771. користила је 2 енглеска рога, као и 2 обое, 2 фагота и 2 рога. Јохан Вент је био први кор англајс, а Игназ Теимер (отац браће Теимер) је био други кор англајс. Прве триове за обоу компоновао је Јохан Вент за браћу Теимер. Обоа и енглески рог у овим оригиналним боемским/бечким триовима Јохана Вента и Џозефа Трибензеа су значајни као што су написали обоисти за обоисте и укључују неке ране примере бујног виртуозног писања за енглески рог, утирући пут сличном писању. Јохан и Франц Теимер су умрли 1796. Прво забележено извођење триа за обоу било је 1793. (коме је Бетовен присуствовао). Док су браћа Теимер наступала у Бечу и околини, састављено је преко 20 триа за обое. Филип Тајмер је наставио да свира кор англајс у Шиканедеровој оперској кући у Бечу. Такође је певао неке улоге са компанијом због свог звучног бас гласа. Многе кор англајс делове су посебно за њега написали Стенгел, Сисмајр, Паер, Винтер, Веигл, Еберл, Ајблер, Салијери, Хамел, Шахт и Фишер.
Узимајући у обзир назив „cor anglais“, иронично је да се инструмент није редовно користио у Француској пре око 1800. или у Енглеској пре 1830-их. Помиње се у Пени Сајклопедије из 1838. као „енглески рог, или корно инглесе, је обоа дубљег тона [...]“, док је прва идентификована штампана употреба термина кор англајс на енглеском била 1870. У Великој Британији овај инструмент се колоквијално генерално назива „кор”. Локални еквивалент за „енглески рог“ користи се у већини других европских језика, док неколико језика користи њихов еквивалент „алто обоа“.
Због ранијих закривљених или угаоних облика које је попримао, изнета је сугестија да би anglais могало бити искварена средњефранцуска реч anglé (угао, или савијен под углом, angulaire у модерном француском), али је то одбачено уз образложење да нема доказа о термину cor anglé пре него што је понуђен као могући извор за anglais у касном 19. веку.